# Bełchatów
Bełchatów este un oraș în Polonia. Se remarcă printr-un complex energetic pe cărbune proiectat de grupul francez Alstom.